# Jorge Cafrune
Jorge Antonio Cafrune Herrera, el Turco, (Ciudad Perico, Jujuy; 8 de agosto de 1937-Benavídez, Buenos Aires; 1 de fevereiro de 1978) foi um cantor folclórico argentino, pesquisador, compilador e divulgador da cultura nativa.

## Biografia
Jorge Antonio Cafrune Herrera nasceu em uma família argentina de costumes típicos gaúchos e ancestrais árabes, na qual seus avós eram imigrantes da Síria e do Líbano radicados na Argentina desde pequenos e dedicados ao comércio de tecidos e outras tarefas. Seus pais eram José Jorge Cafrune e Matilde Argentina Herrera. Recebeu o apelido de "el Turco", como era conhecido seu pai, um gaúcho popular da região que cantava bagualas e conseguiu estrelar duros duelos crioulos.
Ele nasceu na fazenda "La Matilde" em El Sunchal, perto de El Carmen, província de Jujuy. Ele fez seus estudos secundários em San Salvador de Jujuy enquanto tinha aulas de violão com Nicolás Lamadrid. Depois mudou-se com toda a família para Salta, onde conheceu Luis Alberto Valdez, José Eduardo Sauad, Tomás Campos e Gilberto Vaca, com quem formou o seu primeiro grupo: Las Voces del Huayra. Com esta formação gravou o seu primeiro álbum de acetato em 1957, na gravadora saltenha H. y R. Nessa altura foram "descobertos" por Ariel Ramírez; que os convocou para acompanhá-lo em um passeio por Mar del Plata e várias províncias. Em seguida, Cafrune e Valdez foram convocados para o serviço militar obrigatório e o grupo alternou sua formação original com as substituições de José Eduardo Sauad e Luis Adolfo Rodríguez. Esses novos membros fariam parte da formação que nesse mesmo ano gravou um álbum de 12 canções para o selo Columbia. Mais tarde eles seriam convocados para gravar um segundo álbum para a mesma empresa, mas desentendimentos entre os membros finalmente levaram à dissolução do grupo.
Antes de uma nova convocação de Ramírez, Cafrune junto com Tomás Campos, Gilberto Vaca e Javier Pantaleón, formam um novo grupo, "Los cantores del Alba". Após essa apresentação, Cafrune decide continuar sua jornada solo e deixa o novo grupo. Nesta nova etapa estreou-se em 1960 no Centro Argentino da cidade de Salta para logo embarcar numa longa viagem que o levaria pelas províncias de Chaco, Corrientes, Entre Ríos e Buenos Aires. Antes de uma recepção morna na capital argentina, onde não conseguiu lugar no rádio ou na televisão, decidiu continuar a turnê no Uruguai e no Brasil. Na primeira faria sua estreia na televisão, no Canal 4 uruguaio.
Em 1962 voltou à Capital e contatou Jaime Dávalos, que tinha um programa de televisão. Isso indica que ele deve tentar a sorte no Festival Cosquín. Cafrune viaja até a cidade de Córdova e arranja um local para se apresentar em cima da conta, consagrando-se por escolha do público como primeira revelação. Em seguida, viria o primeiro disco solo e a consagração definitiva com novas apresentações no rádio, televisão e teatro, além de longas turnês em que sempre preferiu as cidades pequenas aos grandes. Foi numa dessas pequenas cidades, Huanguelén, na província de Buenos Aires, onde conheceu e promoveu um jovem cantor chamado José Larralde. Durante este período, também continuou a se apresentar todos os anos em Cosquín e lá, em 1965, sem o conhecimento da organização, apresentou uma cantora tucumã chamada Mercedes Sosa.
Em 1967 apresentou o tour "De a Caballo por mi Patria", em homenagem a Chacho Peñaloza. Nessa viagem, Cafrune percorreu o país no estilo dos velhos gaúchos, levando sua arte e sua mensagem a cada esquina. Também tiveram como objetivos captar paisagens por meio da fotografia e da filmagem de curtas-metragens para a televisão, além de coletar dados sobre modos de vida, costumes, cultura e tradição das diversas regiões. A turnê foi ruinosa para suas finanças, mas foi um grande sucesso considerando os verdadeiros objetivos que estabeleceram para si próprios.

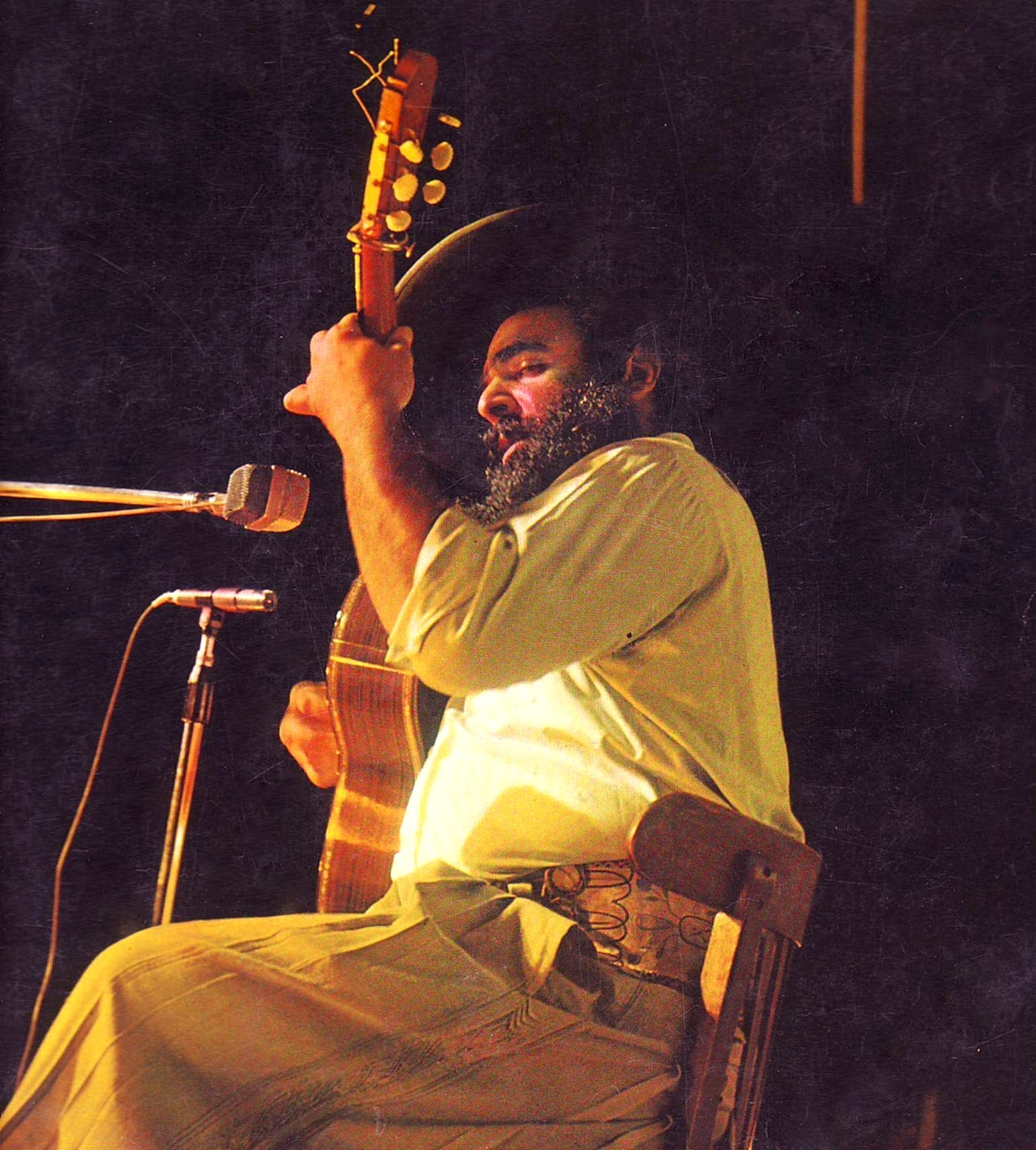
Cafrune durante uma apresentação, no início dos anos 1970.

Entre 1972 e 1974, Jorge Cafrune formou dueto com o então menino Marito, com quem gravou discos e fez várias digressões pelo país, Espanha e França.
Ao final desta turnê, Cafrune foi convocado para se juntar a alguns grupos artísticos argentinos que visitaram os Estados Unidos e Espanha. O sucesso na Península Ibérica foi fabuloso, e Cafrune ali se estabeleceu por vários anos, formando uma família com Lourdes López Garzón. Seu retorno ao país foi em 1977, quando seu pai faleceu. Momentos difíceis para a Argentina, pois o governo de Isabel Perón havia sido derrubado e estava nas mãos da ditadura militar comandada por Jorge Rafael Videla. Ao contrário de outros artistas comprometidos, que foram para o exílio quando começaram as ameaças e proibições, Cafrune, reconhecido por sua afinidade com o peronismo, decidiu ficar e continuar fazendo o que fazia de melhor: cantar e expressar sua opinião, cantando e fazendo. Foi assim que no Festival de Cosquín de janeiro de 1978 quando seu público pediu-lhe uma canção que estava proibida, Zamba de mi esperanza, Cafrune concordou, argumentando que "embora não esteja no repertório autorizado, se meu povo pedir, eu cantarei". De acordo com um testemunho de Teresa Celia Meschiati, isso foi demais para os militares, e no tristemente famoso centro de concentração clandestino de La Perla, o então primeiro-tenente Carlos Enrique Villanueva opinou que "ele teve que ser morto para prevenir os outros."
Em 31 de janeiro de 1978, em homenagem a José de San Martín, Cafrune empreendeu uma viagem a cavalo para levar da Plaza de Mayo a Yapeyú, cidade natal do libertador, um baú com terras de Boulogne-sur-Mer, local de sua morte. Naquela noite, logo após sua partida, ele foi atropelado perto de Benavídez por um caminhão Rastrojero dirigido por um jovem de 19 ou 20 anos, Héctor Emilio Díaz. Cafrune faleceu naquele mesmo dia à meia-noite. Embora se acredite que teria sido um assassinato planejado pela ditadura militar e ordenado pelo Coronel Carlos Enrique Villanueva, o fato nunca foi totalmente esclarecido e foi deixado apenas como um acidente.

## Discografia oficial lançada na Argentina
Esta é a discografia oficial de Jorge Cafrune lançada na Argentina. Não inclui compilações.
| Título                                                                         | Ano  | Companha |
| ------------------------------------------------------------------------------ | ---- | -------- |
| Las voces de Huayra                                                            | 1957 | Columbia |
| Folklore                                                                       | 1962 | H. y R.  |
| Tope puestero                                                                  | 1962 | H. y R.  |
| Cafrune                                                                        | 1962 | H. y R.  |
| Jorge Cafrune                                                                  | 1962 | H. y R.  |
| Emoción, canto y guitarra                                                      | 1964 | CBS      |
| Cuando llegue el alba                                                          | 1964 | CBS      |
| Que seas vos                                                                   | 1964 | CBS      |
| Ando cantándole al viento y no sólo por cantar                                 | 1965 | CBS      |
| El Chacho, Vida y obra de un caudillo                                          | 1965 | CBS      |
| La Independencia                                                               | 1966 | CBS      |
| Yo digo lo que siento                                                          | 1966 | CBS      |
| Jorge Cafrune                                                                  | 1967 | CBS      |
| Yo he visto cantar al viento                                                   | 1968 | CBS      |
| Este destino cantor                                                            | 1969 | CBS      |
| Zamba por vos                                                                  | 1969 | CBS      |
| Jorge Cafrune interpreta a José Pedroni                                        | 1970 | CBS      |
| Lindo haberlo vivido para poderlo contar                                       | 1971 | CBS      |
| Labrador del canto                                                             | 1971 | CBS      |
| Yo le canto al Paraguay                                                        | 1971 | CBS      |
| Virgen india (con Marito)                                                      | 1972 | CBS      |
| Aquí me pongo a contar… Cosas del Martín Fierro                                | 1972 | CBS      |
| De mi madre (con Marito)                                                       | 1972 | CBS      |
| De lejanas tierras. Jorge Cafrune le canta a Eduardo Falú y Atahualpa Yupanqui | 1972 | CBS      |
| La vuelta de Jorge Cafrune                                                     | 1974 | CBS      |
| Siempre se vuelve                                                              | 1975 | CBS      |
| Jorge Cafrune en las Naciones Unidas                                           | 1976 | CBS      |

## Recompilatórios
| Título                             | Ano  | Companha |
| ---------------------------------- | ---- | -------- |
| Jorge Cafrune 20 Grandes Canciones |      |          |
| Mis 30 mejores canciones (2 CD)    |      | Sony     |
| Grandes del Folklore               | 2003 | Sony     |

## Filmografia
| Título                       | Ano  | Diretor                         |
| ---------------------------- | ---- | ------------------------------- |
| Cosquín, amor y folklore     | 1965 | Delfor María Beccaglia          |
| Ya tiene comisario el pueblo | 1967 | Enrique Carreras                |
| El cantor enamorado          | 1969 | Juan Antonio Serna              |
| Argentinísima                | 1972 | Fernando Ayala y Héctor Olivera |
| El canto cuenta su historia  | 1976 | Fernando Ayala y Héctor Olivera |

## Vida pessoal
Foi pai de seis filhos: Yamila, Victoria, Zorayda Delfina, Eva Encarnación, Facundo e Macarena.